# Фуді коморський
Фу́ді коморський (Foudia eminentissima) — вид горобцеподібних птахів ткачикових (Ploceidae). Мешкає на Коморських островах.

## Підвиди
Виділяють чотири підвиди:
- F. e. consobrina Milne-Edwards & Oustalet, 1885 — острів Великий Комор;
- F. e. anjuanensis (Milne-Edwards & Oustalet, 1888) — острів Анжуан;
- F. e. eminentissima Bonaparte, 1850 — острів Мохелі;
- F. e. algondae (Schlegel, 1867) — острів Майотта.

Альдабранський фуді раніше вважався підвидом коморського фуді, однак був визнаний окремим видом. Деякі дослідники також виділяють підвид F. e. consobrina у окремий вид Foudia consobrina.

## Поширення і екологія
Коморські фуді мешкають на Коморських Островах та на Майотті. Вони живуть в тропічних лісах і лісових масивах, на плантаціях і в садах, зустрічаються на висоті до 2200 м над рівнем моря. Живляться переважно комахами, зокрема жуками, кониками і лялечками мурах. Коморські фуді є моногамними, територіальними птахами, гніздяться на деревах. В кладці 2-3 яйця, інкубаційний період триває 13-16 днів, пташенята покидають гніздо через 15-18 днів після вилуплення. Насиджує лише самиця, за пташенятами доглядають і самиці, і самці.